# Ivet Goranova
Pour les articles homonymes, voir Goranov.
Ivet Goranova (en bulgare : Ивет Горанова), née le 6 mars 2000 à Pleven (Bulgarie), est une karatéka bulgare concourant dans la catégorie kumité poids légers. Après le bronze aux Europe en 2019 et aux Mondiaux en 2018, elle décroche l'or aux Jeux en 2021.

## Carrière
Aux championnats du monde 2018, Ivet Goranova remporte une médaille de bronze en kumité -55 kg puis une seconde médaille de bronze aux championnats d'Europe l'année suivante. Quelques semaines plus tard, elle est médaillée d'or en kumité -55 kg aux Jeux européens en battant l'Ukrainienne Anzhelika Terliuga.
Pour la première et dernière apparition du karaté aux Jeux olympiques, elle devient la première championne olympique en kumité poids légers en battant une nouvelle fois en finale l'Ukrainienne Terliuga.

## Palmarès

### Jeux olympiques
| Date | Résultat      | Épreuve               | Catégorie | Compétition     | Ville hôte      |
| ---- | ------------- | --------------------- | --------- | --------------- | --------------- |
| 2021 | Médaille d'or | Kumité moins de 55 kg | Seniors   | Jeux olympiques | Tokyo, au Japon |

### Championnats du monde
| Date | Résultat           | Épreuve               | Catégorie | Compétition           | Ville hôte           |
| ---- | ------------------ | --------------------- | --------- | --------------------- | -------------------- |
| 2018 | Médaille de bronze | Kumite moins de 55 kg | Seniors   | Championnats du monde | Madrid, en Espagne   |
| 2023 | Médaille d'argent  | Kumite moins de 55 kg | Seniors   | Championnats du monde | Budapest, en Hongrie |

### Championnats d'Europe
| Date | Résultat           | Épreuve               | Catégorie | Compétition           | Ville hôte              |
| ---- | ------------------ | --------------------- | --------- | --------------------- | ----------------------- |
| 2019 | Médaille de bronze | Kumite moins de 55 kg | Seniors   | Championnats d'Europe | Guadalajara, en Espagne |
| 2022 | Médaille d'argent  | Kumite moins de 55 kg | Seniors   | Championnats d'Europe | Gaziantep, en Turquie   |

### Jeux européens
| Résultat | Date              | Épreuve               | Catégorie | Compétition    | Ville hôte                |
| -------- | ----------------- | --------------------- | --------- | -------------- | ------------------------- |
| 2019     | Médaille d'or     | Kumité moins de 55 kg | Seniors   | Jeux européens | Minsk, en Biélorussie     |
| 2023     | Médaille d'argent | Kumite moins de 55 kg | Seniors   | Jeux européens | Bielsko-Biała, en Pologne |